# Čubra
Čubra (cyr. Чубра) – wieś w Serbii, w okręgu borskim, w gminie Negotin. W 2011 roku liczyła 413 mieszkańców.